# Trứng cua lá bố
Trứng cua lá bố (danh pháp khoa học:Melochia corchorifolia) là một loài thực vật có hoa trong họ Cẩm quỳ. Loài này được L. miêu tả khoa học đầu tiên năm 1753.